# Альтарехос
Альтарехос (ісп. Altarejos) — муніципалітет в Іспанії, у складі автономної спільноти Кастилія-Ла-Манча, у провінції Куенка. Населення — 248 осіб (2010).
Муніципалітет розташований на відстані близько 130 км на південний схід від Мадрида, 25 км на південний захід від Куенки.
На території муніципалітету розташовані такі населені пункти: (дані про населення за 2010 рік)
- Альтарехос: 192 особи
- Поведа-де-ла-Обіспалія: 56 осіб

## Демографія
Динаміка населення (INE ):